# دينيس ستيوارت
دينيس ستيوارت (بالإنجليزية: Dennis Cleveland Stewart)‏  (و. 1947 – 1994 م) هو ممثل، من الولايات المتحدة الأمريكية، ولد في لوس أنجلوس، توفي في لوس أنجلوس، عن عمر يناهز 47 عاماً.

## وصلات خارجية
- دينيس ستيوارت على موقع IMDb (الإنجليزية)
- دينيس ستيوارت على موقع ديسكوغز (الإنجليزية)
- دينيس ستيوارت على موقع قاعدة بيانات الفيلم (الإنجليزية)